# Förebergs göl
Förebergs göl är en sjö i Vaggeryds kommun i Småland och ingår i Lagans huvudavrinningsområde. Sjön är 3 meter djup, har en yta på 0,01 kvadratkilometer och är belägen 182 meter över havet.